# 스타십 트루퍼스
《스타십 트루퍼스》(영어: Starship Troopers)는 로버트 A. 하인라인의 1959년 장편 SF소설로, 그의 대표작이다. 미래 사회의 군대를 생생하게 묘사하고 강화복(powered suit)을 비롯한 여러 흥미로운 아이디어로 후대에도 큰 영향을 주었다. 대한민국에는 황금가지에서 김상훈 번역으로 출간되었다. 1960년 휴고상을 수상했다. 1997년 파울 페르후번 감독이 영화화하였다.

## 같이 보기
- 스타십 트루퍼스 (영화)